# Czernięcin Główny
Czernięcin Główny is een plaats in het Poolse district  Biłgorajski, woiwodschap Lublin. De plaats maakt deel uit van de gemeente Turobin en telt 638 inwoners.